# 9999 Wiles

9999 Wiles

9999 Wiles eller 4196 T-2 är en asteroid i huvudbältet som upptäcktes den 29 september 1973 av den nederländsk-amerikanske astronomen Tom Gehrels och det nederländska astronomparet Ingrid van Houten-Groeneveld och Cornelis Johannes van Houten vid Palomarobservatoriet. Den är uppkallad efter den brittiske matematikern Andrew Wiles.
Asteroiden har en diameter på ungefär 7 kilometer och den tillhör asteroidgruppen Koronis.